# Franz Wilhelm von Happe

Franz Wilhelm von Happe

Franz Wilhelm von Happe (* 4. September 1687 in Berlin; † 1. Juli 1760 in Berlin) war ein preußischer Geheimer Etats- und Kriegsrat, Staatsminister und Erbherr auf Lanke, Prenden, Uetzdorf und Sophienstädt.

## Leben

### Herkunft
Happes Großvater Wilhelm Heinrich Happe (1625–1700) war Steuereinnehmer, Erbherr auf Lanke und Uetzdorf sowie seit 1652 Kammerschreiber in der Geheimen Staatskanzlei des Kurfürsten Friedrich Wilhelms. Er war 1695 in den Reichsadelstand erhoben worden und hatte am 1. März 1698 die brandenburgische Adelsanerkennung erhalten.
Sein Vater Otto Wilhelm von Happe (* um 1657 in Berlin; † 1. August 1718), Erbherr auf Lanke und Uetzdorf, war Geheimer Kriegsrat bei König Friedrich Wilhelm. Seine Mutter Marie Elisabeth von Burgsdorf († 1726) war die Tochter eines Breslauer Patriziers.

### Laufbahn
Ersten Unterricht erhielt Happe in der Schule in Utrecht. Es folgte ein Studium in Halle (eingeschrieben am 1. März 1705) bis 1708. Nach dem Studium unternahm er Reisen nach Holland und England und im Juni 1710 nach Lunéville über Nancy und Metz. 1709 nahm er als Volontär am Feldzug im Spanischen Erbfolgekrieg teil. Da sein Vater einer militärischen Laufbahn nicht zustimmte, ging er im Mai 1711 nach den Haag, um König Friedrich I. vorgestellt zu werden. Dieser sandte ihn als Gesandtschaftskavalier nach Frankfurt am Main zur Kaiserwahl Karls VI. und im Februar 1712 nach Utrecht als Gesandtschaftskavalier beim Friedenskongress. 1713 reiste er nach Paris und ging dann 1714 nach Berlin. 1715 wurde er Landrat und Kammerherr, 1716 als Envoyé nach Dänemark entsandt, 1718 Geheimer Kriegsrat beim General-Kriegs-Kommissariat, 1721 Gesandter am Hof in Dresden, ab 1722 Mitglied des Provinzialkommissariats und bald dessen Direktor. Am 1. Mai 1726 wurde er als Envoyé nach Stockholm entsandt. Ab 31. Juli 1727 war er Finanzrat im II. Departement und Präsident der kurmärkischen Kriegs- und Domänenkammer mit dem Charakter eines Ministers. Am 21. Juni 1731 wurde er wirklicher Minister im Generaldirektorium, stand zunächst dem I. Departement in der Nachfolge des dispensierten von Creutz vor, wechselte im März 1747 ins IV. Departement.

### Familie
Happe heiratete 1714 Baronesse Maria von Wrede († 1717), die Tochter des kurkölnischen Kämmerers und Rates im Fürstentum Westphalen Freiherr von Wrede. Aus der Ehe gingen die drei Söhne Alexander Christoph, preußischer Hauptmann, Ludwig Wilhelm (1716–1791), preußischer Kriegsrat und Ernst Wilhelm, preußischer Hauptmann hervor.

## Wohnsitze
1668 gelangte das Gut Lanke in den Besitz der Familie Happe, die dort den ersten festen Rittersitz mit herrschaftlichen Gebäuden errichtete. Nach dem Tode von Franz Wilhelm von Happe wechselte der Besitz den Eigentümer. Um 1688 lässt Wilhelm Heinrich Happe in Berlin, Brüderstraße 10, ein Haus errichten, das bis 1737 im Besitz der Familie bleibt. 1736 erhielt Franz Wilhelm von Happe von König Friedrich Wilhelm I. das Grundstück Leipziger Straße 5 als Geschenk und Erbverschreibung. Nach Plänen von Johann Carl Stoltze und Friedrich Wilhelm Diterichs lässt er bis 1737 ein Palais errichten, das 1753 verkauft wird und 1819 Sitz des Preußischen Kriegsministeriums wird. Bereits um 1738 erwarb Happe mit Wolletz ein Rittergut in der Uckermark.